# Nidzica (gmina)

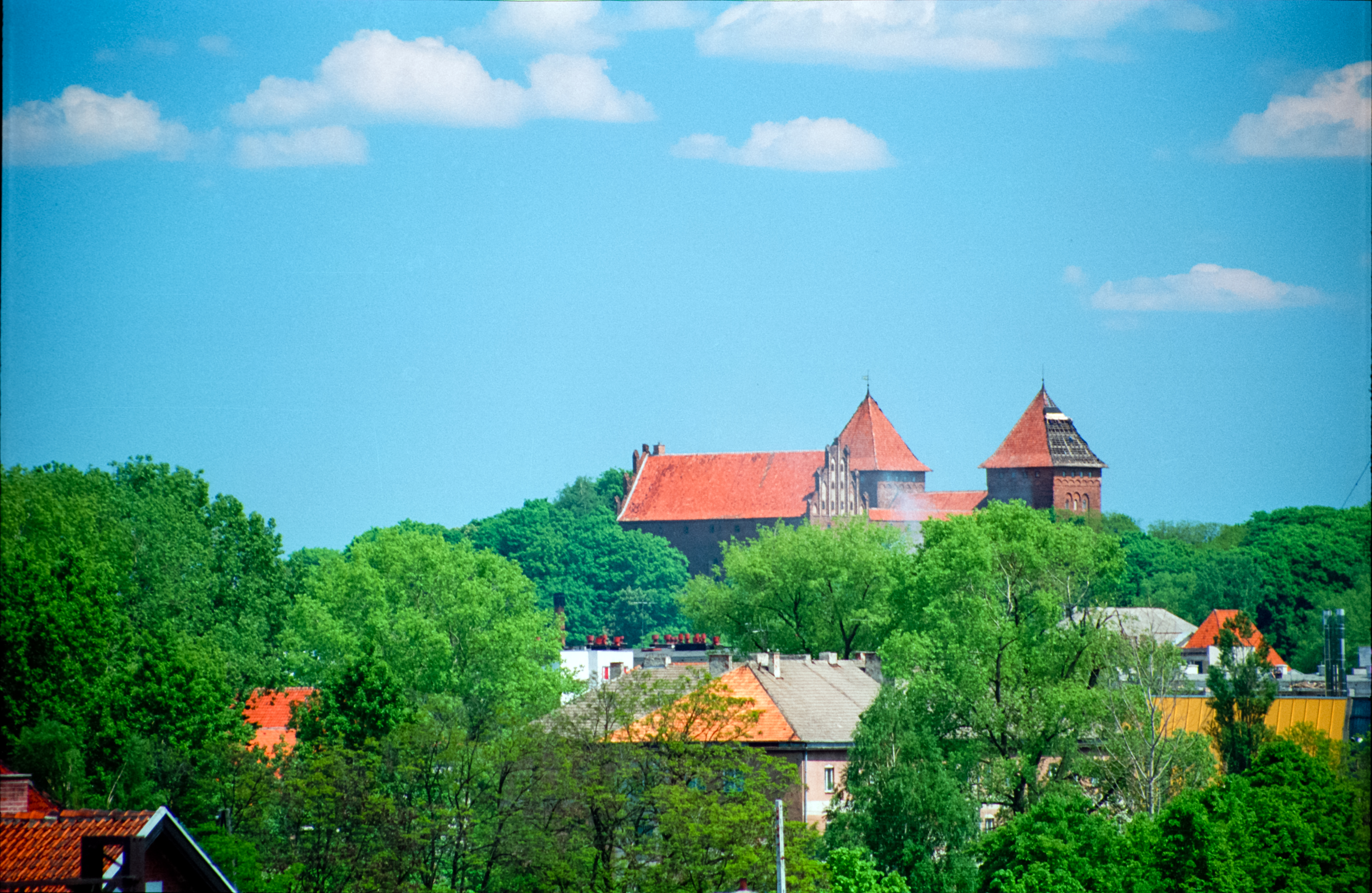
Zamek w Nidzicy

Nidzica – gmina miejsko-wiejska w województwie warmińsko-mazurskim, w powiecie nidzickim. W latach 1975–1998 gmina położona była w województwie olsztyńskim.
Siedziba gminy to Nidzica.
Według danych z portalu gminy Nidzica w 2008 roku zamieszkuje ją 22 600 mieszkańców, z czego 15 600 to mieszkańcy miasta Nidzica.

## Struktura powierzchni
Według danych z roku 2002 gmina Nidzica ma obszar 378,88 km², w tym:
- użytki rolne: 38%,
- użytki leśne: 49%.

Gmina stanowi 39,44% powierzchni powiatu.

## Demografia

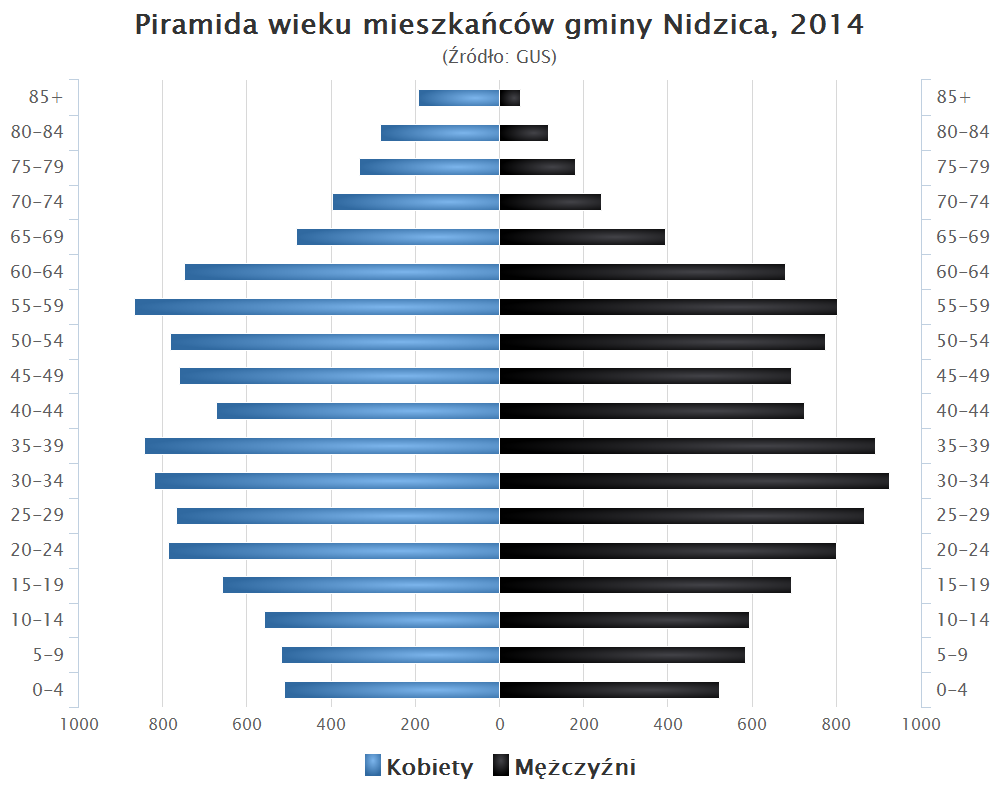
Piramida wieku mieszkańców gminy Nidzica w 2014 roku

Dane z 30 czerwca 2004:
| Opis                              | Ogółem | Ogółem | Kobiety | Kobiety | Mężczyźni | Mężczyźni |
| --------------------------------- | ------ | ------ | ------- | ------- | --------- | --------- |
| jednostka                         | osób   | %      | osób    | %       | osób      | %         |
| populacja                         | 21 480 | 100    | 10 988  | 51,2    | 10 492    | 48,8      |
| gęstość zaludnienia (mieszk./km²) | 56,7   | 56,7   | 29      | 29      | 27,7      | 27,7      |

## Rezerwaty
- Krajobrazowo-geomorfologiczny Źródła rzeki Łyny im. prof. Romana Kobendzy – został utworzony w celu zachowania źródeł rzeki wraz ze zjawiskiem geologicznym, jakim jest erozja źródliskowa.
- Rezerwat Jezioro Orłowo Małe był pierwszym ustanowionym z myślą o ochronie żółwia błotnego.
- Koniuszanka I został utworzony dla ochrony przyrody nieożywionej, w tym unikatowych w tej części Polski form i zjawisk sufozyjnych, rozwijających się w osadach sandrowych.
- Koniuszanka II ma na celu zachowanie niezwykle malowniczego, przełomowego odcinka rzeki Koniuszanka.

## Sąsiednie gminy
Jedwabno, Janowiec Kościelny, Janowo, Kozłowo, Olsztynek